# Công nghiệp ô tô tại Đức

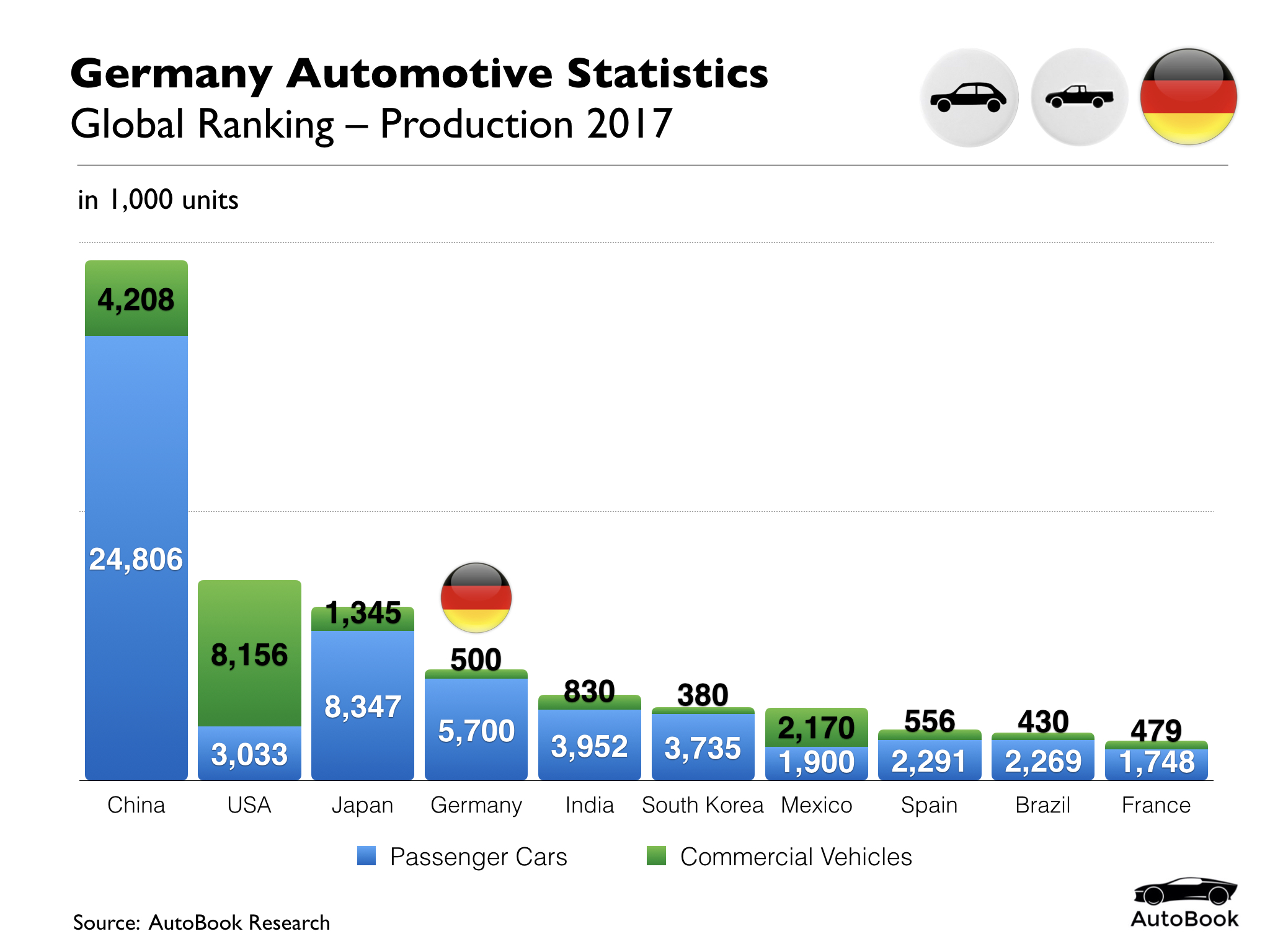
Ô tô Đức chiếm vị trí thứ 4 trên thế giới năm 2017

Công nghiệp ô tô tại Đức khởi đầu từ những năm cuối thập kỷ 70 của thế kỷ 19 và tính đến năm 2016 có 857.336 người làm việc trong các cơ sở liên quan.
Là quê hương của ô tô hiện đại, ngành công nghiệp ô tô của Đức được coi là ngành công nghiệp sáng tạo và cạnh tranh nhất trên thế giới, và có sản lượng ô tô cao thứ ba trên thế giới, và tổng sản lượng xe có động cơ cao thứ tư. Với sản lượng hàng năm gần sáu triệu chiếc và chiếm 31,5% thị phần của Liên minh Châu Âu (2017), những chiếc xe do Đức thiết kế đã giành được giải thưởng Ô tô của năm ở Châu Âu, Ô tô quốc tế của năm, Ô tô của năm trên thế giới ở hầu hết các lần tổ chức hằng năm trong số tất cả các quốc gia. Volkswagen Beetle và Porsche 911 giành vị trí thứ 4 và 5 trong giải thưởng Ô tô của Thế kỷ.